# Maritime Air Charter

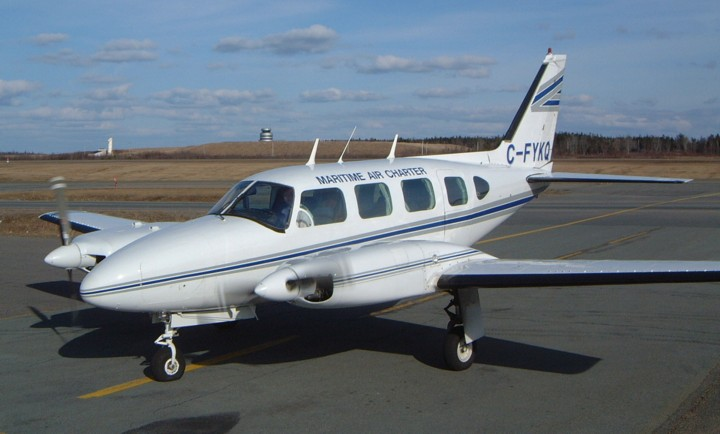
PA-31 Navajo авиакомпании Maritime Air Charter в Международном аэропорту Галифакс

Maritime Air Charter Limited, действующая как Maritime Air Charter — канадская авиакомпания местного значения со штаб-квартирой в городе Галифакс (провинция Новая Шотландия), выполняющая чартерные пассажирские и грузовые перевозки в населённые пункты провинции, а также на остров Сэйбл.

## История
Авиакомпания Maritime Air Charter Limited была основана в 1996 года и начала операционную деятельность с нерегулярных грузовых перевозок на одном самолёте Piper Navajo.
В 2000 году компания приобрела свой второй самолёт Navajo, затем, в 2001 году — третий самолёт той же модели. Через два года парк компании пополнился турбовинтовым лайнером Beechcraft A100 King Air, а один самолёт Navajo был выведен на консервацию.
В 2006 году авиакомпания приобрела самолёт Britten-Norman Islander и в том же году был заключён контракт на обеспечение воздушного сообщения с островом Сэйбл.

## Флот
По состоянию на июль 2008 года воздушный флот авиакомпании Maritime Air Charter состоял из следующих самолётов:
- 2 Piper PA-31 Navajo
- 1 Beechcraft A100 King Air
- 1 Britten-Norman Islander